# سیورت هویم
سورت هویم (به نروژی: Sivert Høyem) ،(زاده ۲۲ ژانویه ۱۹۷۶)، موسیقی‌دان نروژی است که بیشتر به عنوان خواننده گروه راک مادروگادا شناخته می‌شود. گروه پس از مرگ رابرت بوروس در سال ۲۰۰۷ منحل گردید و او به عنوان یک هنرمند انفرادی به حرفه موسیقی ادامه داد. او همچنین یکی از اعضای ولنتیرز است که با آنها آلبوم Exiles را در سال ۲۰۰۶ منتشر کرد.
او اهل کلیوا در سورتلند است و قبل از نقل مکان به اسلو در سال ۱۹۹۵ در دبیرستان سورتلند مشغول به تحصیل بود. در حالی که به دنبال حرفه موسیقی بود، به تحصیل در رشته تاریخ در دانشگاه اسلو می‌پرداخت.

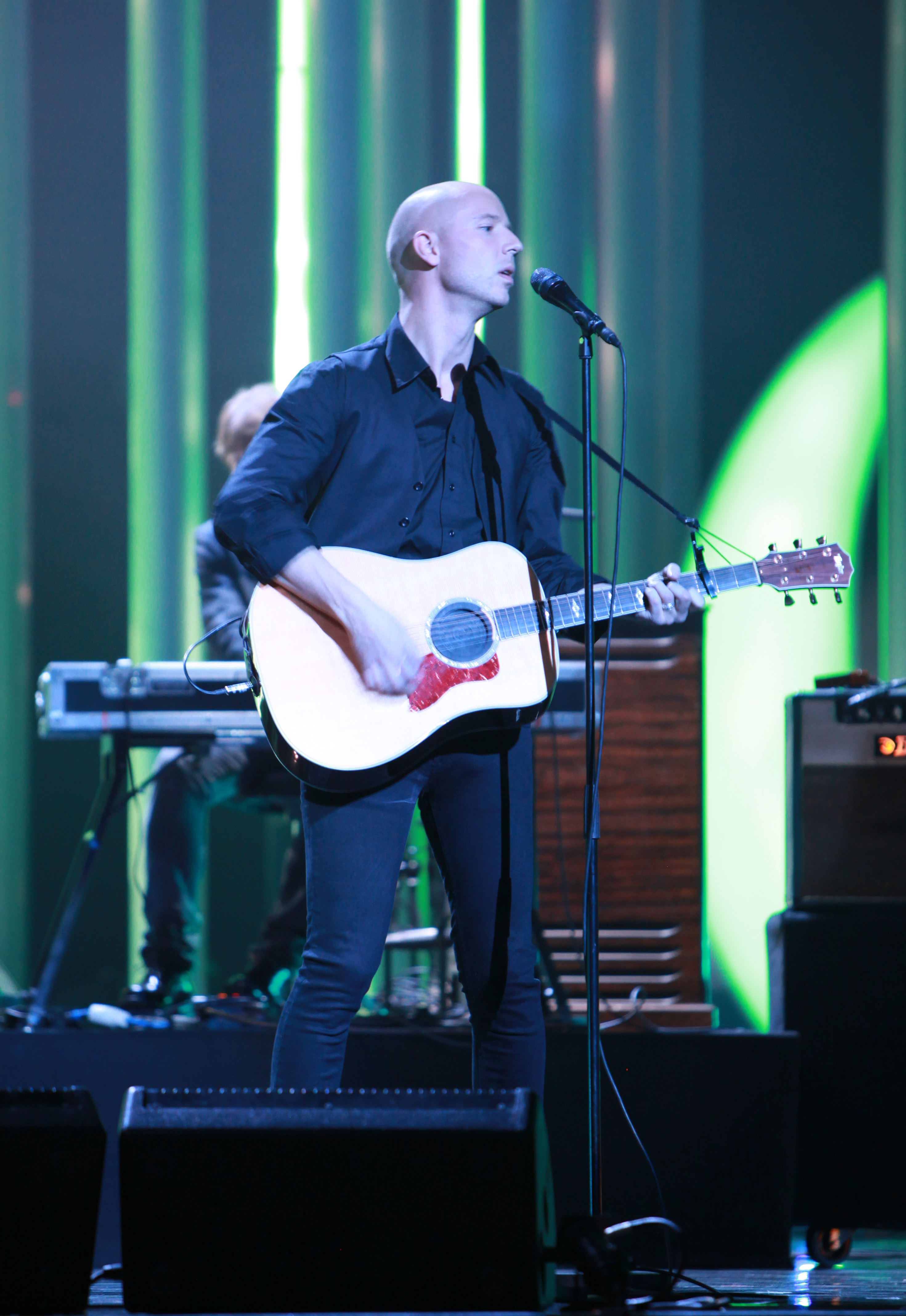
هویم در کنسرت جایزه صلح نوبل در سال ۲۰۱۰

## ترانه‌شناسی

### آلبوم‌ها
همراه با گروه مادروگادا
- ۱۹۹۹: Industrial Silence
- ۲۰۰۱: The Nightly Disease
  - CD: The Nightly Disease Vol. II
- ۲۰۰۲: Grit
- ۲۰۰۵: The Deep End
- ۲۰۰۵: Live at Tralfamadore
- ۲۰۰۸: Madrugada

انفرادی
| سال  | آلبوم                                           | رتبه در جدول | گواهینامه‌ها                  |
| سال  | آلبوم                                           | NOR          | گواهینامه‌ها                  |
| ---- | ----------------------------------------------- | ------------ | ---------------------------- |
| ۲۰۰۴ | Ladies and Gentlemen of the Opposition          | ۳            |                              |
| ۲۰۰۹ | Moon Landing                                    | ۱            |                              |
| ۲۰۱۱ | Long Slow Distance                              | ۱            | - NOR: 2× Platinum (60,000+) |
| ۲۰۱۴ | Endless Love                                    | ۱            |                              |
| ۲۰۱۶ | Lioness                                         | ۱            |                              |
| ۲۰۱۷ | Live at Acropolis – Herod Atticus Odeon, Athens | ۹            |                              |

همراه با گروه ولنتیرز
| سال  | آلبوم  | رتبه در جدول | گواهینامه‌ها |
| سال  | آلبوم  | NOR          | گواهینامه‌ها |
| ---- | ------ | ------------ | ----------- |
| ۲۰۰۶ | Exiles | ۱            |             |

### تک آهنگ‌ها
| سال  | تک آهنگ                | تهیه‌کننده    | رتبه | گواهینامه‌ها | آلبوم        |
| سال  | تک آهنگ                | تهیه‌کننده    | NOR  | گواهینامه‌ها | آلبوم        |
| ---- | ---------------------- | ------------ | ---- | ----------- | ------------ |
| ۲۰۰۹ | "Moon Landing"         | Sivert Høyem | ۲    |             | Moon Landing |
| ۲۰۱۰ | "Prisoner of the Road" | Sivert Høyem | ۱    |             |              |
| ۲۰۱۶ | "Sleepwalking Man"     | Sivert Høyem |      |             | Lioness      |

همراه با گروه ولنتیرز
| سال  | تک آهنگ            | رتبه | گواهینامه | آلبوم |
| سال  | تک آهنگ            | NOR  | گواهینامه | آلبوم |
| ---- | ------------------ | ---- | --------- | ----- |
| ۲۰۰۶ | "Into the Sea"     | ۴    |           |       |
| ۲۰۰۷ | "Don't Pass Me By" | ۱۶   |           |       |